# Bucephaloptera bucephala
Bucephaloptera bucephala är en insektsart som först beskrevs av Brunner von Wattenwyl 1882.  Bucephaloptera bucephala ingår i släktet Bucephaloptera och familjen vårtbitare. Inga underarter finns listade i Catalogue of Life.